# 沈白客运专线

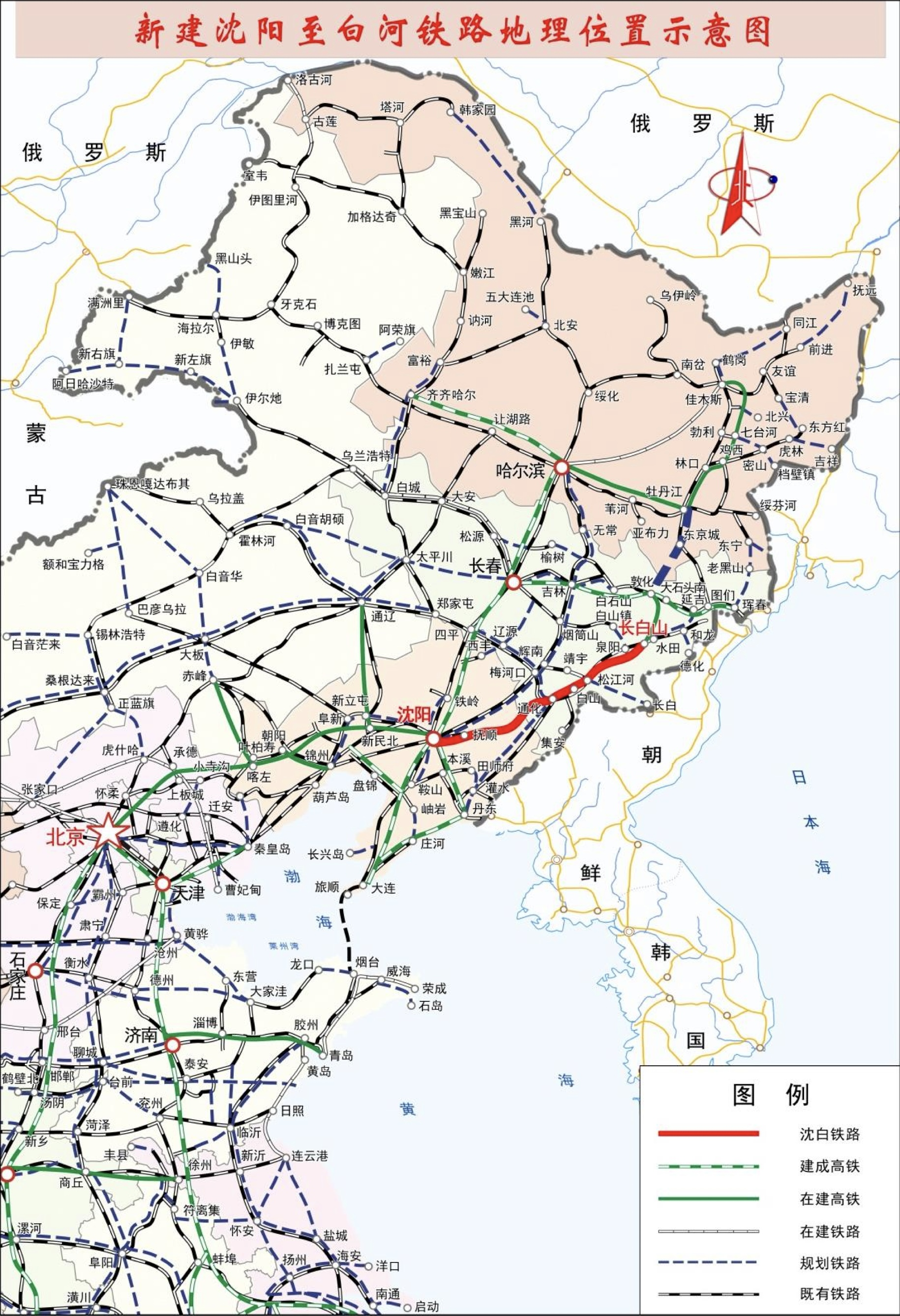
新建沈阳至白河铁路地理位置示意图

沈白客运专线，正式名称为沈佳高铁沈白段，是中华人民共和国一条建设中的连接辽宁省沈阳市与吉林省延边朝鲜族自治州的高速铁路，线路全长428.8公里，设计时速350公里（沈阳北-抚顺区间设计时速250公里），设车站10座。线路总投资达722.91亿，由中国国家铁路集团与辽宁省、吉林省共同出资修建。全线新建隧道85座、桥梁179座，桥隧比占正线工程的77%，项目还包括沈阳枢纽改建、既有通化站外迁等相关工程，预计2025年9月30日全线建成通车。项目建成后，将带动长白山旅游资源的开发。

## 线路走向
线路自沈阳北站高速场18号道岔引出，新建线路上跨京哈高铁、望花南街，随后利用原沈吉铁路通道以新建高架桥形式依次跨过东北大马路、北海街、辽沈二街、东辽街和沈阳东站后逐渐落地，以路基形式通过高官台街和炮兵学院；线路继续向东北经英达村并向沈吉高速公路南侧，经沈阳植物园北上跨沈吉高速世博园互通、沈阳四环路，沿沈吉高速公路南侧前行，于浑南区沈抚示范区境内设伯官站；出站后线路以桥梁形式穿热高乐园，经颐和酒店主楼北侧上跨葛布北街后折向东南，以隧道形式下钻远洋社区，向东并行至沈吉铁路北侧引入既有抚顺站；出站后折向东南跨越规划甲邦互通和浑河，南绕大伙房水库二级保护区，以隧道形式跨越大伙房水库输水隧洞，下钻铁本高速公路，随后线路折向东穿三块石国家森林公园和三块石省级自然保护区的实验区，北绕三块石满族特色村寨后在东韩家村北设东韩家站；出站后线路继续向东南经永陵镇南绕避清永陵文物保护区，隧道下穿抚通高速公路后在新宾县城东侧约2km、苏子河南岸设新宾站；出站后线路跨越303省道、苏子河，折向东北绕避红升水库保护区，经北崴子村北在DK178+300进入吉林省。
进入吉林省后，线路向东穿蝲蛄河国家湿地公园合理利用区，于二密镇南侧以隧道形式下钻鹤大高速公路、通化市一级路后在长流村设通化站；出站后跨越哈泥河，在通化医药新区与自安山城遗址建设控制地带之间通过后，折向东北至白山市区北侧，下钻北山公园，跨越辉白高速公路后在上甸子村设白山东站；出站后向东北于人参产业园南侧穿过江源城区，之后线路北绕大阳岔河水源地保护区、昌达石膏矿后在湾沟镇北侧设江源东站；出站后向东连续跨越汤河、浑白铁路，经仙人桥镇小南天门村北以高架桥形式跨越头道松花江、抚长高速公路后于北侧引入既有长白山西站；出站后跨越松江河，向东北绕避泉阳国家森林公园、泉阳省级湿地公园后引入敦白客专长白山站。

## 历史
2019年3月28日，新建铁路沈阳至白河铁路环境影响评价第一次信息公告发布。10月28日，第二次信息公告发布，并公开环评征求意见稿。同年12月20日，国家发展改革委批复新建沈阳至白河高速铁路可行性研究报告。
2020年5月6日，生态环境部批复了新建沈阳至白河高速铁路环境影响报告书。9月，沈白高铁全线初步设计获国铁集团和辽宁、吉林两省批复。10月16日，沈阳至白河高速铁路项目辽宁段控制工程开工仪式在抚顺市新宾满族自治县举行。同月18日，吉林段控制工程开工建设活动在白山举行。
2021年6月19日，沈白高铁全线开工建设。
2022年3月21日，沈白高铁沈阳枢纽改建工程客专三线绕城高速特大桥首桩顺利开钻，工程正式开工，6月7日，工程首个墩台浇筑完成。6月25日，沈白高铁全线首座隧道，永陵2号隧道顺利贯通。8月1日，沈白高铁通化普速铁路外迁工程开工建设。同月6日，全线箱梁架设正式启动。11月8日，东北三省第一榀超大箱梁成功架设在沈白高铁跨S304省道特大桥。
2023年5月24日，沈白高铁引入沈阳北站第一阶段改造工程正式开工。8月25日，沈白高铁辽宁段最长隧道新宾隧道贯通。11月1日，全线吉林省境内首座万米级高风险隧道枫叶岭隧道贯通。15日，沈白高铁引入沈阳北站第二阶段改造工程正式开工。同月21日，全线最长隧道白山隧道成功贯通。
2024年7月9日，全线新建最大站房通化西站主体结构成功封顶。9月6日，沈白高铁庙岭隧道贯通，标志着全线85座隧道全部贯通。9月14日，全线进入铺轨阶段。26日，沈白高铁引入沈阳北站和沈阳站高速场工程全部完成。同月28日，全线架梁工程全部完成。11月，通化普速外迁工程和沈阳枢纽改造工程基本完成。12月24日，沈阳枢纽改建工程客专三线跨绕城高速特大桥全线架梁完成。
2025年4月25日，沈白高铁全线进入静态验收阶段。5月4日，全线铺轨工程顺利完成。6月1日起进入联调联试阶段。

## 车站
全线设沈阳北站、伯官站、抚顺站、东韩家站、新宾站、通化站、白山东站、江源东站、长白山西站、长白山站10座车站，其中沈阳北站、抚顺站、长白山西站、长白山站为既有车站，其余车站为新建车站（东韩家站现阶段为越行站）。
| 沈佳高速铁路沈白段 |          |            |                           |                                             |                             |         |          |
| 所在地区           | 所在地区 | 车站       | 沈阳北站起计里程 （公里） | 连接铁路                                    | 城市轨道交通转乘路线        | 规模    | 车站等级 |
| 沈阳市             | 沈河区   | 沈阳北站   | 0                         | 京哈铁路 沈大铁路 京哈高速铁路 沈大高速铁路 | 沈阳地铁2号线 沈阳地铁4号线 | 8台16线 | 特等站   |
| 沈阳市             | 浑南区   | 伯官站     | 26                        |                                             |                             | 2台4线  |          |
| 抚顺市             | 顺城区   | 抚顺站     | 42                        | 沈吉铁路 沈抚城际铁路                       |                             | 6台17线 |          |
| 抚顺市             | 新宾县   | 东韩家站   | 106                       |                                             |                             | 1台4线  |          |
| 抚顺市             | 新宾县   | 新宾站     | 150                       |                                             |                             | 2台4线  |          |
| 通化市             | 东昌区   | 通化站     | 222                       | 梅集铁路 通灌铁路                           |                             | 6台14线 | 一等站   |
| 白山市             | 浑江区   | 白山东站   | 276                       |                                             |                             | 2台6线  |          |
| 白山市             | 江源区   | 江源东站   | 316                       |                                             |                             | 2台4线  |          |
| 白山市             | 抚松县   | 长白山西站 | 365                       | 浑白铁路 宇松铁路                           |                             | 4台14线 | 二等站   |
| 延边朝鲜族自治州   | 安图县   | 长白山站   | 429                       | 浑白铁路 白和铁路 敦白客运专线              |                             | 5台12线 | 三等站   |

## 事故
2022年8月15日，位于辽宁省抚顺市新宾县的后寺隧道工程发生火灾事故，造成9人死亡、5人受伤，直接经济损失约800万元，中铁十六局第五工程公司对事故发生负有直接责任，被处罚款人民币200万元。